# جایزه گرمی برای بهترین آلبوم موسیقی ملل
جایزه گرمی برای بهترین آلبوم موسیقی ملل (به انگلیسی Grammy Award for Best World Music Album)، یکی از جوایز جایزه گرمی است که همه ساله در مراسم گرمی به بهترین آلبوم موسیقی در گونه موسیقی ملل اهدا می‌شود. این بخش در سال ۱۹۹۲ برای تقدیر از آهنگسازانی که پیرامون موسیقی‌های منطقه ای خود فعالیت می‌کنند به جوایز گرمی اضافه شد.